# マルナカ穂波店・備前海の駅
マルナカ穂波店と備前海の駅（マルナカほなみてんとびぜんうみのえき）は岡山県備前市の商業施設である。

## マルナカ穂波店
マルナカ穂波店は2011年5月に山陽マルナカが開業したスーパーマーケット。また、2021年9月28日にリニューアルオープンした。
惣菜売場に「鉄板焼きコーナー」を新設し、「牡蠣入りお好み焼き」や「広島風お好み焼き」「ホルモンうどん」「蒜山風焼きそば」「加古川名物ビーフカツめし」などの、地元の名物などを販売している。さらに地元の旬の野菜も販売している。

### ダイソーマルナカ穂波店
マルナカの中にある100均。

### ザグザグ穂波店
マルナカの中にあるドラッグストア。2020年11月21日にリニューアルオープンした。

## 備前海の駅
海の駅では新鮮な魚介類や土産物の販売、イートインスペースなどがある。

## 注脚
1. ↑  岡山県
2. ↑  news.shoninsha.co.jp
3. ↑  “11/21(土)ザグザグ穂浪店 リニューアルOPEN！(Z∀Z )”. インフォメーション - ちょっと 気になる♪ ZAGZAG. 2023年5月9日閲覧。
4. ↑  岡山県観光連盟. “備前海の駅”. 岡山観光WEB. 2023年5月9日閲覧。